# Bolesław I Srogi
Bolesław I Srogi, lub Bolesław I Okrutny (ur. ok. 908/910, zm. 15 lipca 972) – książę Czech od 935 (ewentualnie od 929) do 972 z dynastii Przemyślidów. Syn Wratysława I i Drahomiry; młodszy brat Wacława I Świętego; ojciec Dobrawy, żony Mieszka I.
28 września 935 roku zausznicy Bolesława I zamordowali Wacława. Po objęciu rządów Bolesław zrzucił niemieckie zwierzchnictwo, jednak w 950 roku został zmuszony do uznania się trybutariuszem niemieckiego króla Ottona I Wielkiego.
Twórca organizacji grodowej w Czechach.

## Życiorys
Bolesław urodził się jako młodszy syn Wratysława I i Drahomiry. W chwili śmierci ojca był małoletni; po usamodzielnieniu otrzymał dzielnicę u Pszowian. Wacław I Święty, książę Czech, był zwolennikiem Henryka I, króla Niemiec z dynastii saskiej; z kolei Bolesław sympatyzował z przeciwnikami tego ostatniego – Bawarami, Węgrami i Słowianami połabskimi.
28 września 935 roku (lub zdaniem części literatury sześć lat wcześniej) w grodzie Stará Boleslav w czasie uczty Wacław został zamordowany przez zauszników Bolesława. Kolejnym księciem został właśnie Bolesław. Jako pokutę za bratobójstwo postanowił przeznaczyć swojego syna Strachkwasa Chrystiana (urodzonego w dniu śmierci Wacława) do życia zakonnego.
Po objęciu władzy Bolesław odmówił płacenia trybutu Rzeszy, w wyniku czego doszło do kilkunastoletniej wojny z Ottonem I Wielkim, królem Niemiec. Ostatecznie jednak w 950 roku Bolesław został pokonany. Odnowiono zależność od Niemiec; jednak dyskusyjny pozostaje fakt, czy wznowiono płacenie trybutu, jaki Czechy uiszczały za panowania Wacława I.
W 955 roku Bolesław I wspierał wojska niemieckie w bitwie z Węgrami nad rzeką Lech (10 sierpnia) oraz w bitwie z Obodrzytami i Lucicami nad Rzeknicą (16 października).
Bolesław I zapewnił sobie praktycznie wyłączne panowanie na terenie Kotliny Czeskiej. Utrzymało się tam tylko jedno lokalne małe państwo rządzone przez Sławnikowiców – jednak władali nie jako niezależni władcy, lecz jedynie jako administratorzy terytorium kuřimsko-libickiego. Na terenach swojej domeny Bolesław zakładał grody, w których mianował swoich kasztelanów i osadzał wojskowe załogi. Wśród tych grodów były m.in. Litomierzyce, Mielnik, Boleslav, Kouřim, Doudleby, Práchen i Pilzno. Stworzenie organizacji grodowej pozwalało na regularny pobór podatków.
Rządy Bolesława I rozpościerały się poza środkowe Czechy, jednak zasięg jego panowania pozostaje dyskusyjny. Czescy badacze przyjmują, że państwo Przemyślidów za panowania Bolesława obejmowało Śląsk i część Małopolski. Jeśli chodzi o Morawy, to starsza czeska historiografia przyjmowała, że zostały opanowane przez Bolesława I po klęsce Węgrów nad rzeką Lech w 955 roku. Obecnie, pod wpływem badań archeologicznych, przyjmuje się, że Bolesław I zajął północne Morawy z Ołomuńcem, zaś południową część tej krainy Czesi zajęli w latach dziewięćdziesiątych X wieku.
Z powodu twardego postępowania wobec pozostałych czeskich książąt, a może też w związku z bratobójstwem, otrzymał przydomek Okrutny.
Istnieje pogląd, że na początku lat sześćdziesiątych X wieku Bolesław pozostawał w sojuszu z Wieletami, skierowanym przeciwko państwu Polan. Jeżeli ten sojusz istniał, to został on rozerwany w 964 roku, kiedy to Bolesław zawarł porozumienie z polskim księciem Mieszkiem I. Porozumienie czesko-polskie zostało utwierdzone w 965 roku, kiedy to córka czeskiego księcia – Dobrawa – została wydana za polskiego władcę. We wrześniu 967 roku Bolesław wysłał zięciowi na pomoc oddziały, które pomogły Mieszkowi I w odniesieniu zwycięstwa nad Wolinianami i Wichmanem.
Bolesław I rozpoczął w Rzymie starania o utworzenie biskupstwa praskiego.
Podczas rządów Bolesława został założony pierwszy klasztor w Czechach. Był to żeński benedyktyński klasztor św. Jerzego na praskim zamku. Pierwszą ksienią została córka Bolesława – Mlada.

## Data śmierci
W źródłach panują rozbieżności co do daty śmierci Bolesława I. Kronikarz Kosmas z Pragi podał, że zmarł 15 lipca 967 roku. Datę roczną kwestionuje się z następujących powodów:
- współczesny Bolesławowi I kronikarz Widukind z Korbei podaje, że ten we wrześniu 967 roku wspomagał swojego zięcia Mieszka I w bitwie z Wolinianami i Wichmanem,
- Kosmas mógł chcieć „uśmiercić” wcześniej Bolesława I, aby przypisać założenie biskupstwa praskiego wyłącznie jego synowi Bolesławowi II,
- w sazawskiej redakcji rękopisu Kosmasa (rękopis drezdeński) z przełomu XII i XIII wieku jako rok śmierci Bolesława I podany jest 972,
- Rocznik czeski z drugiej połowy XIII wieku, zdaniem badaczy czerpiący informację pośrednio z zaginionego najstarszego rocznika praskiego z końca X wieku, podaje, że Bolesław I zmarł w 972 roku.

Z tego powodu badacze uznają zasadniczo, że Bolesław I zmarł właśnie w 972 roku.

## Małżeństwo i potomstwo

### Żona
Źródła nie zachowały informacji na temat żony Bolesława I Srogiego. Pojawiło się jednak kilka hipotez odnośnie do jej osoby.
W kilku stanowiskach archeologicznych odkryto denary, wyglądające następująco: Na awersie znajduje się kaplica, w niej litery I SFER, w otoku imię Bolesława, na rewersie mamy wpisany w okrąg krzyż z dziewięcioma punktami, naokoło którego widnieje napis: BIAGOTACIIIX lub AGATOCAIIVX, BIAGOTA COIIVX. Początkowo w czeskiej historiografii przeważał pogląd, że napis ten powinien brzmieć Biagota coniunx (Biagota małżonka), a jako że denary te miały pochodzić z czasów Bolesława I Srogiego – w Biagocie widziano żonę tego księcia. Ostatnio przeważa pogląd, że monety te pochodzą z czasów późniejszych, zaś słowo odczytywane jako coniunx należy odczytywać jako conduxit („wydzierżawił”, „jest dzierżawcą”); Wolfgang Hahn wysunął pogląd, że Biagota (Blahota) to imię męskie, które przypuszczalnie nosił mincerz.

### Potomstwo
Źródła średniowieczne znają czworo dzieci Bolesława I Srogiego – byli nimi:
- Bolesław II Pobożny, zm. 7 lutego 999, książę Czech,
- Strachkwas Chrystian, ur. 28 września 935 (lub 929),
- Dobrawa (Dąbrówka), zm. 977, żona księcia polskiego Mieszka I,
- Mlada Maria.

Pojawiły się hipotezy, przypisujące temu władcy troje dalszych dzieci. Pierwszym dzieckiem miał być nieznany z imienia syn, który według relacji kronikarza Widukinda wraz z ojcem w 950 wystąpił przeciwko Ottonowi I Wielkiemu. Dawniej utożsamiano tego syna z Bolesławem II Pobożnym. Obecnie sporą popularnością cieszy się pogląd, że był to inny, najstarszy syn Bolesława I, zmarły jeszcze za panowania ojca. Zwolennikami tego poglądu są m.in. Jiří Sláma i Dušan Třeštík.
Ponadto córką Bolesława I Srogiego miała być Strzeżysława, żona Sławnika, księcia libickiego, a kolejnym synem Władywoj, książę czeski w latach 1002–1003.

## Wywód rodowodowy
| 4. Borzywoj I |  |                |  |  |                     |
|               |  | 2. Wratysław I |  |  |                     |
| 5. Ludmiła    |  |                |  |  |                     |
|               |  |                |  |  | 1. Bolesław I Srogi |
| 6. NN         |  |                |  |  |                     |
|               |  | 3. Drahomira   |  |  |                     |
| 7. NN         |  |                |  |  |                     |
|               |  |                |  |  |                     |

## Bolesław I Okrutny w kulturze
Pojawia się u Josefa Lindy w Záře nad pohanstvem nebo Václav a Bolelav. W filmie Gniazdo z 1974 roku w reżyserii Jana Rybkowskiego w postać Bolesława I Okrutnego wcielił się Henryk Bąk.